# منصير نونجتونباو (قصيدة)

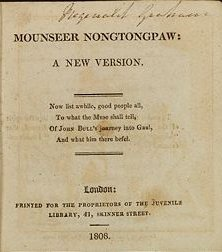
صفحة العنوان من طبعة 1808 من منصير نونجتونباو

منصير نونجتونباو هي قصيدة كتبتها عام 1807 يُعتقد أن الكاتبة الرومانسية ماري شيلي كتبتها عندما كانت طفلة. القصيدة عبارة عن توسعة لأغنية الفنان تشارلز دبدين الّتي تحمل الاسم نفسه وتمّ نشرها كجزء من مكتبة الأحداث لفيلسوف القرن الثّامن عشر ويليام جودوين. سلسلة من المقاطع المصوّرة حول الصور النّمطية الفرنسيّة والإنجليزيّة، منصر نونجتونجباو يسخر من جون بول لعدم قدرته على فهم الفرنسيّة. تمّ رسمه بواسطة صديق جودوين ويليام مولريدي.

## تفاصيل النشر

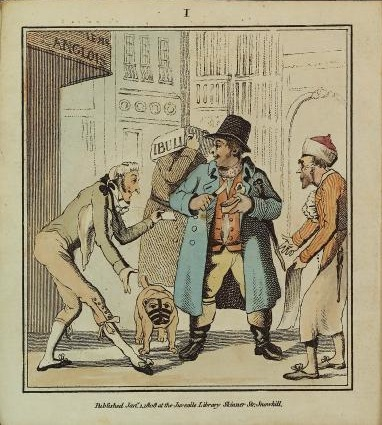
واجهة الكتاب من طبعة 1808 لكتاب منصير نونجتونباو

تم نشر منسير نونجتونباو في الأصل من قبل شركة النشر التابعة لوليام جودوين ، إم جي جودوين، في عام 1807 كجزء من سلسلة مكتبة الأحداث التابعة لها.  تمّ تحديد طبعات اللغة الإنجليزيّة للأعوام 1811 و1812 و1823 و1830، وتمّ تحديد طبعات فيلادلفيا للأعوام 1814 وc. 1824.  تمّ رسم الطّبعة الأصليّة بواسطة أحد تلاميذ جودوين، ويليام مولريدي.  تتكهّن كاتبة سيرة شيلي، إميلي سنشتاين، بأن بعض الأبيات ربّما تكون مكتوبة لتتناسب مع الرّسوم التّوضيحية الّتي تمّ تصميمها بالفعل.  تمّ إعادة إنتاج نقوش الألواح النّحاسية في كتاب Peter and Iona Opie 's Nursery Companion.

## الهيكل والمؤامرة
منصير نونجتونباو مستوحى من أغنية شهيرة صدرت عام 1796 تحمل نفس الاسم للفنان تشارلز دبدين .  تسخر أغنية دبدين الأصلية من الصور النمطية الإنجليزية والفرنسية في خمسة مقاطع من ثمانية أسطر، ولا سيما رفض " جون بول " تعلم اللغة الفرنسية. يقوم جون بول بإجراء العديد من الاستفسارات الّتي يتلقى دائمًا نفس الرّد: "Monsieur، je vous n'entends pas" ("سيدي، أنا لا أفهمك")، والتي يفسرها خطأً على أنّها "Mounseer Nongtongpaw". لقد أصبح يعتقد أنّ القصر الملكي، فرساي، والمرأة الجميلة؛ المشاهد الّتي يراها أثناء تجوله في فرنسا؛ تنتمي إلى هذه الشّخصية الغامضة. عندما يأتي إلى جنازة ويتلقّى نفس الرّد، يستنتج أنّ كلّ ثروة نونجتونجباو لا يمكن أن تنقذه من الموت. يوسع منسير نونجتونباو أبيات دبدين الكوميديّة، مضيفًا المزيد من الأحداث إلى السّرد في مقاطع أقصر من أربعة أسطر، مثل الاستفسارات عن وليمة حانة، وقطيع الرّاعي، وعربة وأربعة، ومنطاد الهواء السّاخن: 

## الإسناد
يُنسب منصير نونجتونجباو لأوّل مرّة إلى ماري جودوين البالغةِ من العمرِ عشر سنوات ونصف (لاحقًا ماري شيلي) في رفيق الحضانة (1980) بقلم بيتر وإونا أوبي. أيّد دون لوك هذا الرّأي في سيرته الذّاتية عن ويليام جودوين، والد ماري، في نفس العام. استند الإسناد إلى إعلان عام 1960 من قبل تاجر كتب، والّذي طبع جزءًا من الرسالة بتاريخ 2 شهر يناير 1808 من ويليام جودوين إلى مراسل غير معروف: 
"أغنية دبدين" تشير إلى الأغنية الشعبية لشارل دبدين التي بنيت عليها القصيدة.  كتب أوبيس The Opies أن "الافتراض يجب أن يكون أنّ الأبيات الّتي طبعها جودوين هي تلك الّتي كتبها ابنته". في مقدّمة كتاب فرانكنشتاين عام 1831، وصفت شيلي كتاباتها في طفولتها المبكّرة بأنّها "تقليد وثيق- بدلاً من القيام بما فعله الآخرون، بدلاً من تجاهل اقتراحات ذهنيّ".
بعد إعادة اكتشاف الرّسالة بأكملها ظهرت شكوك حول هذا الإسناد:
تشير الرسالة الكاملة إلى أن "الكتابة الصغيرة" كانت قطعة نثرية، على الرّغم من أن سنشتاين، المالك السّابق للرّسالة (التي تحتفظ بها الآن مجموعة كارل إتش. بفورتسهايمر لشيلي ودائرته )، يجادل بأنّ الصّياغة مفتوحة لـ تفسير.  وتدّعي أنّ "قراءة [الرّسالة] بالكامل تشير إلى أنّ ماري جودوين كتبت النّص الأولي المنقح لـ Nongtongpaw ، ولكن ليس النّسخة النّهائية".  وتجادل بأنّ "مراجعة ماري جودوين كانت متاحة لـ" رسم نثري "لا تعني بالضّرورة أنّها كتبتها نثرًا". 
وفقًا لجين موسكال، أحد محرري أحدث طبعة نهائيّة لأعمال ماري شيلي، "يمكن أن نستنتج من الرّسالة، وتدعمها أدلّة ظرفيّة أخرى كشف عنها سنشتاين، أنّ المراسل قد دُعي لكتابة نسخة جديدة". لأغنية دبدين وأنّ المراسل والملحن لنص 1808 كانا واحدًا ونفس الشّيء.

## دلالة
يمثّل منصير نونجتونباو بداية مسيرة ماري شيلي في الكتابة التّعاونية، على الرّغم من أنّه لم يعد من الممكن إعادة بناء مساهماتها الفعليّة. تمّ تقديم رسمها لمؤلّف العمل المنشور كوسيلة لإلهامه. لكن ما استخلصه بالضبط من هذا النص غير معروف. 